# Ibis nan
L'ibis nan (Bostrychia bocagei) és una espècie d'ocell de la família dels tresquiornítids (Threskiornithidae) que s'ha considerat una subespècie de l'ibis oliva. És endèmic de les selves de São Tomé i Príncep, on sobreviu a escassos indrets.